# Station Słupiec Dolny
Station Słupiec Dolny is een spoorwegstation in de Poolse plaats Nowa Ruda.